# Liesjärvi (sjö i Egentliga Tavastland)
Liesjärvi är en sjö i Finland. Den ligger i kommunen Tammela i landskapet Egentliga Tavastland, i den södra delen av landet, 100 km nordväst om huvudstaden Helsingfors. Liesjärvi ligger 123 meter över havet. I omgivningarna runt Liesjärvi växer i huvudsak blandskog. Arean är 89,4 hektar och strandlinjen är 5,85 kilometer lång. Sjön  ingår i Kumo älvs huvudavrinningsområde. 